# 龍蝦電話

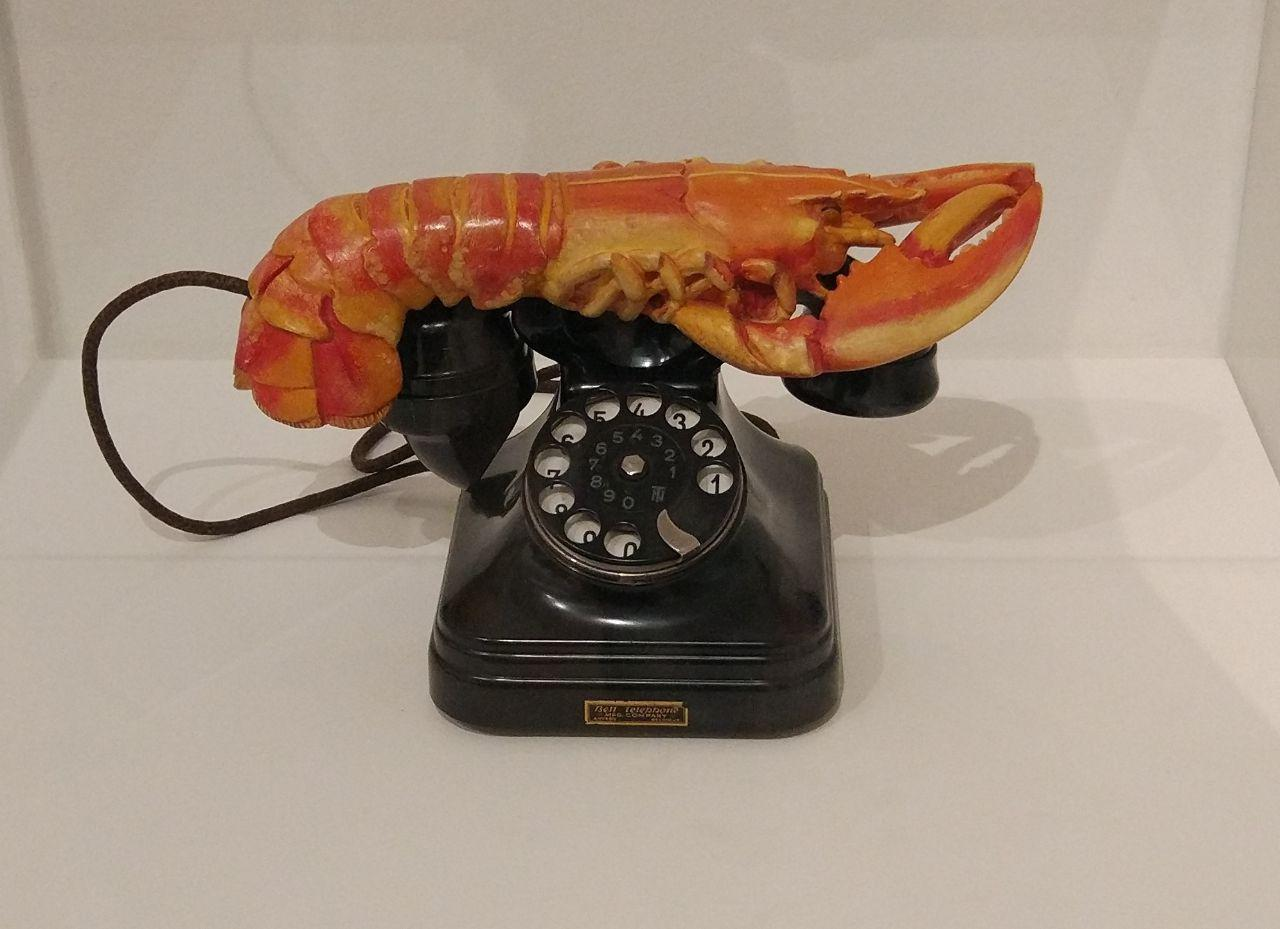
《龍蝦電話》(1936)

《龍蝦電話》（英語：Lobster Telephone），又稱《春藥電話》（英語：Aphrodisiac Telephone）是西班牙超現實主義藝術家薩爾瓦多·達利於1936年為英國詩人、超現實主義藝術收藏家愛德華·詹姆斯所作的作品。達利在他的自傳《薩爾瓦多·達利的秘密生活》一書中以戲謔的口吻透露該作品的創作動機：「我很好奇，為什麼每次我在餐廳點烤龍蝦，送來的卻都不是烤電話？」
達利總共製作11組《龍蝦電話》，分為彩色版本與灰白版本，彩色版本5組，其中有4組分別在英國倫敦達利宇宙展、泰特現代藝術館、德國法蘭克福通信博物館、澳洲國立美術館展出，還有1組為愛德華·詹姆斯基金會所有；灰白版本6組，分別於美國明尼阿波利斯美術館、聖彼德斯堡達利博物館、葡萄牙里斯本貝倫文化中心、南非約翰尼斯堡藝廊、荷蘭鹿特丹博伊曼斯·范伯寧恩美術館展出。2018年12月愛德華·詹姆斯基金會將其所有《龍蝦電話》售予蘇格蘭國立美術館，該作品目前在蘇格蘭國立現代藝術美術館出展。